# Gilbertiodendron straussianum
Gilbertiodendron straussianum là một loài thực vật có hoa trong họ Đậu. Loài này được (Harms) J.Leonard miêu tả khoa học đầu tiên.